# Didenheim
Didenheim foi uma antiga comuna francesa na região administrativa de Grande Leste, no departamento Alto Reno. Estendia-se por uma área de 4,44 km². Em 2010 a comuna tinha 1 738 habitantes (densidade: 391,4 hab./km²).
Em 1 de janeiro de 2016, foi incorporada à nova comuna de Brunstatt-Didenheim.